# فرانك باركر (لاعب رماية)
فرانك باركر هو لاعب رماية كندي، (و. 1866  م).

## وصلات خارجية
- فرانك باركر على موقع أوليمبيديا (الإنجليزية)